# Batalla de la Châtaigneraie (1793)

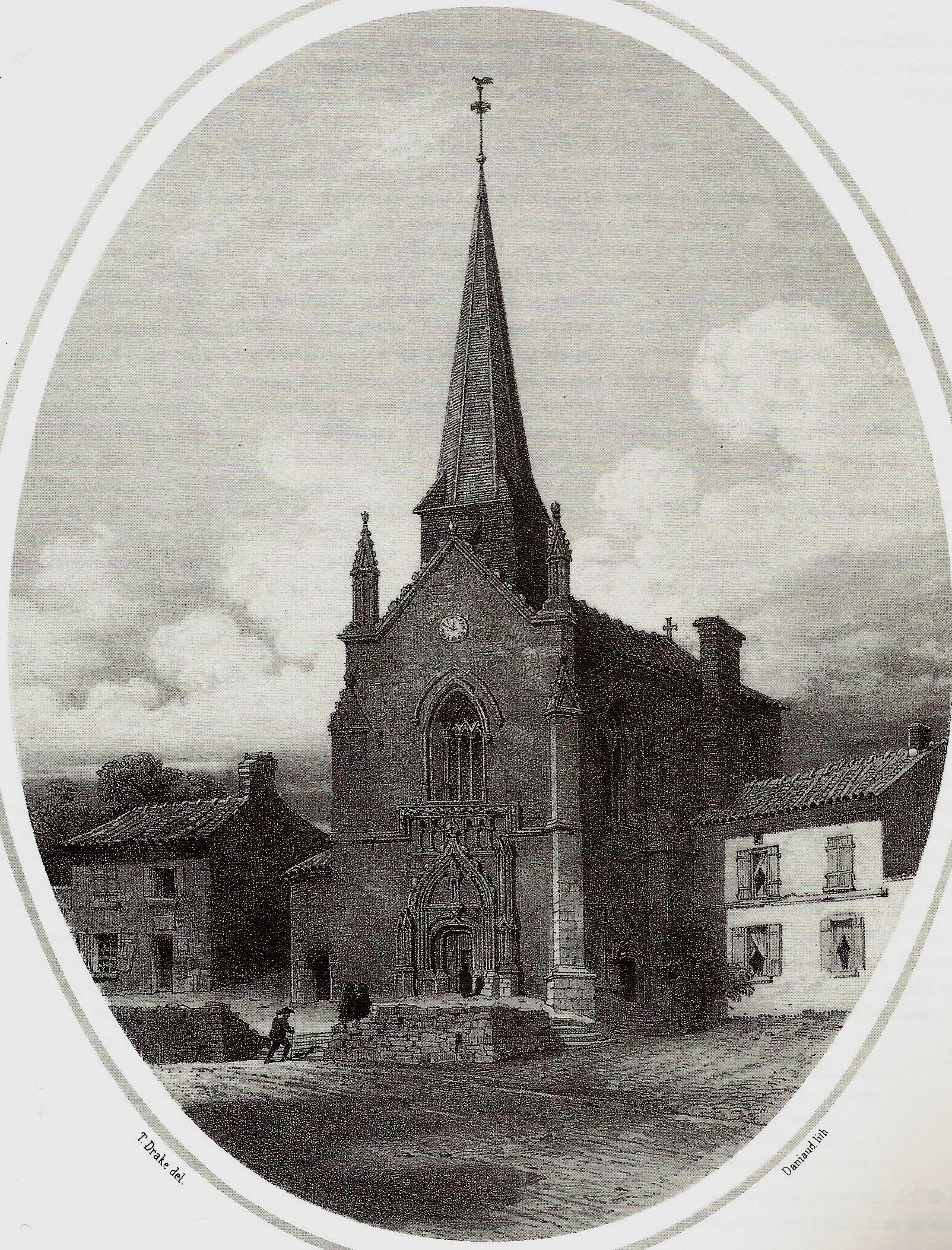
La Châtaigneraie obra de Thomas Drake

La batalla de La Châtaigneraie té lloc el 17 de maig de 1793 durant la guerra de la Vendée. Acaba amb les victòries dels Vendeans que prenen la ciutat de La Châtaigneraie, abans de continuar el seu viatge per atacar Fontenay-le-Comte.

## Preludi
Després de la presa de Thouars el 5 de maig de 1793, les forces republicanes es trobaven en una situació molt delicada a Maine-et-Loire. En una carta dirigida al ministre de la guerra, el general Leigonyer admet que les seves forces no són suficients per retenir la ciutat de Saumur en cas d'atac Vendeà.
 Tanmateix, el consell d'oficials de la Vendée va decidir, a proposta de Maurice D'Elbée, avançar cap al sud i atacar Fontenay-le-Comte, per tal de donar suport a l'exèrcit del Centre i destruir la divisió de Beaufranchet de Ayat.
No obstant això, molts vendeans van preferir tornar a casa i els números van disminuir a mesura que l'exèrcit catòlic i reial s'allunyaven d'Anjou. Tanmateix, el 9 de maig, els insurgents es van apoderar de Parthenay sense lluita, i els 2.000 a 3.000 homes de l'Auxiliar General Sandoz havien caigut de nou a Saint-Maixent.

## Forces implicades
L'exèrcit de la Vendée té d'entre 12.000 i 15.000 homes segons l'autor republicà Savary i 8.000 segons l'historiador reialista Berthre de Bourniseaux.
La Châtaigneraie està defensada per almenys 3.000 soldats republicans. L'administració militar esmenta 4.000 homes, Savary 3.000 i el marquès Victoire de Donnissan de La Rochejaquelein entre 3.000 i 4.000. Tot i això, a banda dels soldats de l'antic regiment Armagnac, la majoria dels combatents són guàrdies nacionals amb poca experiència. Aquestes forces es posen a les ordres del general Chalbos.
Pel que fa a l'artilleria, els Vendéans tenen vuit canons i els republicans tres.

## Procés
El 13 de maig, a les 10 hores, els Vendeans van arribar davant de La Châtaigneraie. Es van dividir en tres columnes i el combat va començar al voltant de Moncoutant. Els republicans s'alineen en la batalla fora de la ciutat, però acaben sent rebuts endins. Al cap d'una hora, el general Chalbos es va adonar que les seves tropes estaven a punt de ser aclaparades per Saint-Pierre-du-Chemin i Mouilleron, per la qual cosa va donar l'ordre de retirar-se. Es realitza en bon ordre a Fontenay-le-Comte. La batalla va durar dues hores.

## Pèrdues
Segons Émile Gabory; el regiment d'Armagnac estava especialment il·lustrat i hauria perdut 500 homes. Per a Benjamin Fillon, els republicans perden 400 homes. Les pèrdues dels vendeans també haurien estat força importants.

## Conseqüències
La Châtaigneraie fou presa i saquejada durant dos dies. Segons les memòries de la comtessa de La Bouère, el descobriment d'una guillotina provoca la fúria dels Vendéens. El dispositiu és destruït o cremat. Els presoners són massacrats malgrat les ordres dels líders que tenen dificultats per acabar amb els assassinats. Els patriotes supervivents són alliberats contra el jurament de no combatre les forces reialistes i reben un passaport signat pels líders dels insurgents. Tanmateix, un cop fora de la ciutat, són atacats per camperols i La Rochejaquelein ha d'intervenir per aturar la massacre.